# Председатель Всероссийского центрального исполнительного комитета
Председатель Всероссийского центрального исполнительного комитета — высшая государственная должность в РСФСР во главе Всероссийского центрального исполнительного комитета, в период с 1917 по 1938 годы. Учреждена в июне 1917 года в ходе I Всероссийского съезда Советов рабочих и солдатских депутатов. После низложения Временного правительства и перехода верховной власти к Советам с 27 октября (9 ноября) 1917 года номинально стала высшей государственной должностью.

## Список председателей
| № | Имя (годы жизни) | Имя (годы жизни)                                                 | Срок полномочий            | Срок полномочий            |
| № | Имя (годы жизни) | Имя (годы жизни)                                                 | Начало                     | Конец                      |
| - | ---------------- | ---------------------------------------------------------------- | -------------------------- | -------------------------- |
|   |                  | Николай Чхеидзе (как глава общественной организации) (1864—1926) | 24 июня (7 июля) 1917      | 27 октября (9 ноября) 1917 |
| 1 |                  | Лев Каменев (1883—1936)                                          | 27 октября (9 ноября) 1917 | 8 (21) ноября 1917         |
| 2 |                  | Яков Свердлов (1885—1919)                                        | 8 (21) ноября 1917         | 16 марта 1919              |
|   |                  | Михаил Владимирский (и. о.) (1874—1951)                          | 16 марта 1919              | 30 марта 1919              |
| 3 |                  | Михаил Калинин (1875—1946)                                       | 30 марта 1919              | 15 июля 1938               |